# Zahna
Zahna is een plaats en voormalige gemeente in de Duitse deelstaat Saksen-Anhalt en maakt deel uit van de gemeente Zahna-Elster in de Landkreis Wittenberg.

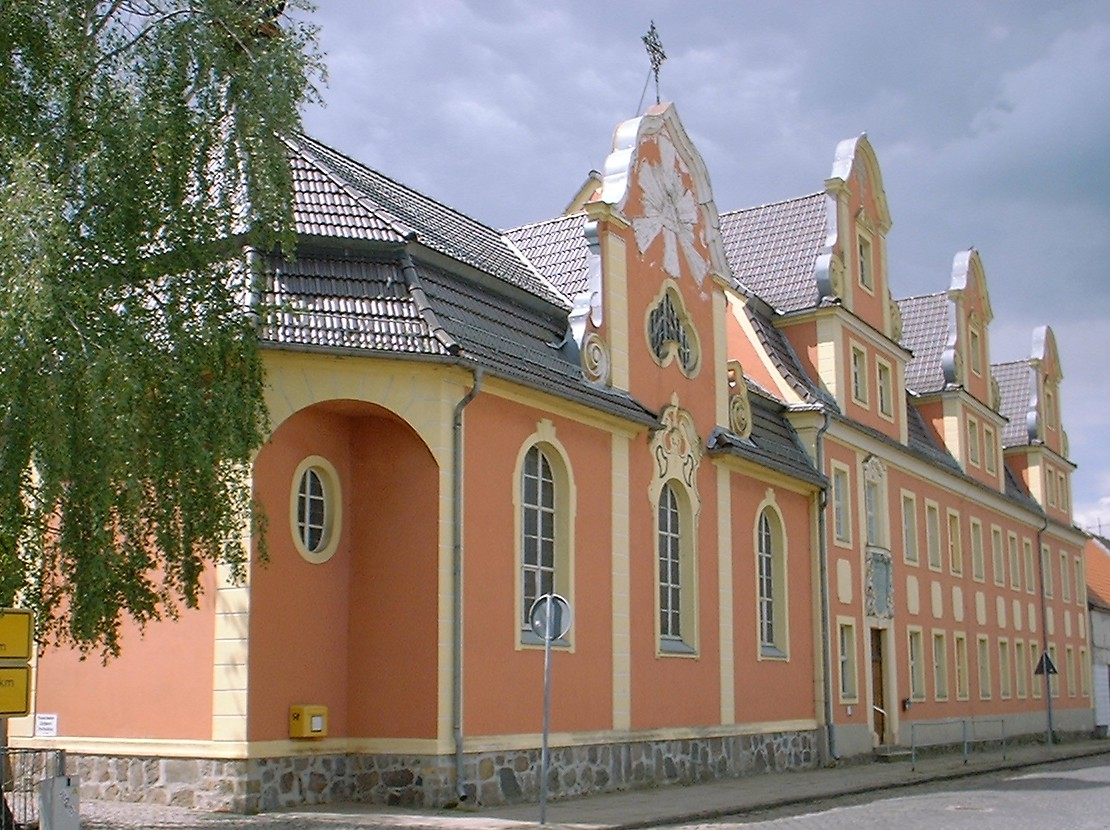
Sticht

Zahna telt 4.207 inwoners.

## Indeling voormalige gemeente
De gemeente bestond uit de volgende Ortsteile:
- Bülzig, sinds 1-7-2008
- Klebitz, sinds 1-1-1992
- Rahnsdorf, sinds 1-7-2003
- Woltersdorf, sinds 1-7-2008